# A Noite Inteira
A Noite Inteira é o álbum de estreia do cantor Maurício Manieri, lançado em 18 de setembro de 1998. O disco tem foco na música pop romântica e obteve mais de 500 mil cópias vendidas, sendo disco de platina.

## Recepção
A música Bem Querer ficou na posição 34 entre as 100 músicas mais tocadas do ano de 1999 a mesma música também foi tema da novela Vila Madalena da Globo de 1999, inclusive o clipe da canção foi exibido algumas vezes como abertura da novela. A Música Minha Menina foi tema da trilha sonora nacional da novela Andando nas Nuvens da Rede Globo de 1999. A música Te Quero Tanto foi tema da novela Tiro e Queda da RecordTV de 1999. 

## Faixas
| N.º | Título                     | Compositor(es) | Duração |  |
| 1.  | "Minha Menina"             |                | 4:06    |  |
| 2.  | "Bota Pra Mexer"           |                | 4:19    |  |
| 3.  | "Ela e Eu"                 |                | 3:55    |  |
| 4.  | "Festa na Casa do Edmundo" |                | 4:04    |  |
| 5.  | "A Noite Inteira"          |                | 4:51    |  |
| 6.  | "Telefone"                 |                | 3:14    |  |
| 7.  | "Pensando em Você"         |                | 3:55    |  |
| 8.  | "Te Quero Tanto"           |                | 4:38    |  |
| 9.  | "Bem Querer"               |                | 4:35    |  |
| 10. | "O Pesadelo"               |                | 3:28    |  |

## Vendas e certificações
| País / Certificadora | Certificação | Vendas  |
| -------------------- | ------------ | ------- |
| Brasil               | Platina      | 500.000 |